# Pülpe (Futtermittel)
Pülpe ist eine Bezeichnung für verschiedene landwirtschaftliche Nebenprodukte, die bei der Verarbeitung von Nahrungspflanzen anfallen. Nach dem Auspressen von Früchten oder anderen Pflanzenteilen oder nach der Extraktion zum Beispiel von Stärke oder Öl bleibt die Pülpe als feuchter oder nasser faseriger Rückstand übrig. Gegebenenfalls wird die Pülpe nach der Extraktion ausgepresst oder weiter getrocknet, um den Feuchtegehalt zu reduzieren und beim nachfolgenden Abtransport Gewicht einzusparen.
Pülpen werden vorrangig als Tierfutter verwendet, in geringerem Maße auch als Substrat in Biogasanlagen.

## Bezeichnung
Die übliche Wortform lautet Pülpe. Anstelle von Kartoffelpülpe wird in einigen Texten die Bezeichnung Kartoffelpulpe verwendet.
In einigen Fällen gibt es für Pülpe eine gleichbedeutende Bezeichnung, so ist etwa Apfelpülpe eine alternative Bezeichnung für Apfeltrester. In manchen Texten werden extrahierte Zuckerrübenschnitzel als Pülpe oder Zuckerrübenpülpe bezeichnet.

## Kartoffelpülpe
Das bekannteste Beispiel für Pülpen ist Kartoffelpülpe (englisch potato pulp). Sie entsteht als Nebenprodukt bei der Gewinnung von Kartoffelstärke. Kartoffelpülpe enthält die technisch nicht gewinnbare Stärke sowie den faserigen Anteil der Kartoffelknolle in einem Mengenverhältnis von etwa 2:1. Frische Pülpe ist sehr wasserreich, sie enthält nur ca. 14 bis 18 % Trockenmasse. Nach dem Abpressen von überschüssigem Wasser spricht man genauer von Kartoffelpresspülpe (englisch dewatered potato pulp). Durch Trocknen kann der Wassergehalt weiter reduziert werden.
Kartoffelpülpe ist energiereich, aber eiweiß-, vitamin- und mineralstoffarm. Sie wird als energiereicher Futterzusatz für Milchkühe und Mastrinder verwendet. Darüber hinaus eignet sie sich als luftdichte Deckschicht auf Grassilage oder Maissilage. In der traditionellen Küche Südamerikas, besonders des Andenraums und des Südkegels, werden aus der bei der Stärkemehlherstellung anfallenden Kartoffelpülpe Bällchen geformt und in Milch oder Wasser zu Klößen gekocht, die mit Zucker kalt als Nachspeise serviert werden können.

## Weitere Pülpen

### Pülpen in der Verordnung (EU) 2017/1017 zu Einzelfuttermitteln
Die Angaben in der nachfolgenden Tabelle stammen aus der Verordnung (EU) 2017/1017 der EU-Kommission vom 15. Juni 2017 zur Änderung der Verordnung (EU) Nr. 68/2013 zum Katalog der Einzelfuttermittel. Hinweise:
- Die Angaben unter „Nr.“ dienen zum Verweis auf den entsprechenden Abschnitt der Verordnung.
- Die Angaben unter „Kategorie“ beziehen sich auf den Typ der verarbeiteten Pflanzen bzw. Pflanzenteile. Sie orientieren sich (außer bei Zwiebelpülpe) an den Zwischenüberschriften des Verordnungstextes.
- Die Angaben unter „Typischer Feuchtegehalt“ ergeben sich daraus, dass der Feuchtegehalt kennzeichnungspflichtig ist, wenn er außerhalb des genannten Wertebereichs liegt. Die sonstigen kennzeichnungspflichtigen Angaben werden hier aus Platzgründen nicht wiedergegeben.

| Nr.     | Bezeichnung                           | Kategorie         | Verfahren           | Beschreibung | Typischer Feuchte- gehalt |
| ------- | ------------------------------------- | ----------------- | ------------------- | --- | ------------------------- |
| 2.11.1  | Olivenpülpe                           | Ölfrüchte         | Pressen, Extraktion | Erzeugnis, das bei der Ölgewinnung durch Extraktion nach dem Pressen von Oliven (Olea europaea L.) anfällt, die so weit wie möglich von Kernteilen befreit sind | k. A.                     |
| 2.18.8  | Sojabohnenpülpe (Sojabohnenpaste)     | Ölfrüchte         | Extraktion          | Erzeugnis, das bei der Extraktion von Sojabohnen für die Lebensmittelherstellung anfällt | k. A.                     |
| 3.9.4   | Lupinenpülpe                          | Körnerleguminosen | Extraktion          | Erzeugnis, das nach der Extraktion von Lupinenbestandteilen anfällt | k. A.                     |
| 3.11.10 | Erbsenpülpe                           | Körnerleguminosen | Extraktion          | Erzeugnis, das durch Nassextraktion von Stärke und Protein aus Erbsen gewonnen wird und vorwiegend aus inneren Fasern und Stärke besteht | 70–85 %                   |
| 4.4.4   | Zichorienpülpe, gepresst              | Wurzeln           | Extraktion, Pressen | Erzeugnis, das bei der Gewinnung von Inulin aus den Wurzeln von Cichorium intybus L. anfällt und aus extrahierten und mechanisch abgepressten Zichorienteilen besteht. Wasser und (lösliche) Kohlenhydrate wurden teilweise aus den Zichorien entfernt. Kann bis zu 1 % Sulfat und bis zu 0,2 % Sulfit enthalten.                       | 65–82 %                   |
| 4.4.5   | Zichorienpülpe, getrocknet            | Wurzeln           | Extraktion, Pressen | Erzeugnis, das bei der Gewinnung von Inulin aus den Wurzeln von Cichorium intybus L. anfällt; es besteht aus extrahierten und mechanisch abgepressten und anschließend getrockneten Zichorienteilen. Die (löslichen) Kohlenhydrate der Zichorien wurden teilweise extrahiert. Kann bis zu 2 % Sulfat und bis zu 0,5 % Sulfit enthalten. | k. A.                     |
| 4.7.1   | Zwiebelpülpe                          | Zwiebeln          | k. A.               | Feuchtes Erzeugnis, das bei der Verarbeitung von Zwiebeln (Gattung Allium) anfällt und aus Schalen und ganzen Zwiebeln besteht. Wenn das Erzeugnis aus der Herstellung von Zwiebelöl stammt, enthält es vorwiegend gekochte Zwiebelreste.                                                                                               | k. A.                     |
| 4.8.8   | Kartoffelpülpe                        | Knollen           | Extraktion          | Erzeugnis aus der Kartoffelstärkegewinnung, das aus extrahierten vermahlenen Kartoffeln besteht | 77–88 %                   |
| 4.8.9   | Kartoffelpülpe, getrocknet            | Knollen           | Extraktion          | Getrocknetes Erzeugnis aus der Kartoffelstärkegewinnung, das aus extrahierten vermahlenen Kartoffeln besteht | k. A.                     |
| 5.4.1   | Apfelpülpe (Apfeltrester), getrocknet | Früchte           | k. A.               | Erzeugnis, das bei der Gewinnung von Saft aus Malus domestica oder der Herstellung von Apfelwein anfällt und vorwiegend aus Fruchtfleisch und getrockneten Schalen besteht. Kann entpektinisiert sein. | k. A.                     |
| 5.4.2   | Apfelpülpe (Apfeltrester), gepresst   | Früchte           | k. A.               | Feuchtes Erzeugnis, das bei der Gewinnung von Apfelsaft oder der Herstellung von Apfelwein anfällt und vorwiegend aus abgepresstem Fruchtfleisch und abgepressten Schalen besteht. Kann entpektinisiert sein. | k. A.                     |
| 5.35.1  | Tomatenpülpe                          | Früchte           | Pressen             | Erzeugnis, das bei der Gewinnung von Tomatensaft durch Pressen von Tomaten der Varietät Solanum lycopersicum L. anfällt und vorwiegend aus Tomatenschalen und -kernen besteht | k. A.                     |

### Pülpen in der Positivliste des ZDL für Einzelfuttermittel
Die Positivliste für Einzelfuttermittel, die von der Normenkommission für Einzelfuttermittel im Zentralausschuss der Deutschen Landwirtschaft (ZDL) herausgegeben wird, listet ebenso wie die oben zitierte EU-Verordnung Kartoffelpülpe, Erbsenpülpe und Zichorienpülpe auf – und darüber hinaus Getreidepülpe und Ackerbohnenpülpe, die in der EU-Verordnung nicht genannt werden. Umgekehrt tauchen einige in der EU-Verordnung aufgeführte Pülpen in der Positivliste des ZDL nicht auf. Die Positivliste macht die folgenden Angaben zu Pülpen:
| Nr.      | Bezeichnung                                   | Beschreibung | Anzugebende Inhaltsstoffe                                      |
| -------- | --------------------------------------------- | --- | -------------------------------------------------------------- |
| 01.10.03 | Getreidepülpe (Feuchte max. 95 %)             | Nebenerzeugnis, das bei der Stärkegewinnung aus gereinigtem Getreide oder Getreidemehlen anfällt und Stärke, Kleber und Schalen enthalten kann    | - Feuchte - Rohprotein - verwendete Getreidearten              |
| 01.10.04 | Getreidepülpe, getrocknet (Feuchte max. 13 %) | Nebenerzeugnis, das durch weitgehenden Entzug von Wasser aus Getreidepülpe gewonnen wird                                                          | - Stärke - Rohprotein - Rohfaser - verwendete Getreidearten    |
| 03.01.04 | Ackerbohnenpülpe                              | Nebenerzeugnis, das bei der Stärkegewinnung aus den gereinigten Ackerbohnen anfällt und aus Teilen der Schale sowie des Endosperms besteht        | - Feuchte, wenn >14 % - Stärke - Rohfaser                      |
| 03.03.06 | Erbsenpülpe                                   | Nebenerzeugnis, das bei der Gewinnung von Stärke aus den gereinigten Erbsenkörnern anfällt und aus Teilen der Schale sowie des Endosperms besteht | - Feuchte, wenn >14 % - Rohfaser - Stärke                      |
| 04.03.09 | Kartoffelpülpe                                | Nebenerzeugnis, das bei der Stärkegewinnung aus gewaschenen Kartoffeln anfällt und das getrocknet sein kann                                       | - Stärke - Rohfaser - Feuchte, wenn >14 %                      |
| 04.09.03 | Zichorienpülpe, getrocknet                    | Nebenerzeugnis, das durch Extraktion von Inulin nach Zerkleinern bzw. Vermahlen von gereinigten und getrockneten Wurzeln von Zichorien anfällt    | - Rohfaser - Rohasche - salzsäureunlösliche Asche, wenn >3,5 % |

## Ähnliche agrarische Nebenprodukte
Einige ähnliche agrarische Nebenprodukte werden ebenfalls als Futtermittel und in Biogasanlagen verwendet, aber anders bezeichnet: als Trester (Pressrückstände unter anderem bei Weintrauben), Treber (Rückstände bei der Bierherstellung), Schlempe (Rückstände bei der Gewinnung von Alkohol aus Getreide) oder extrahierte Rübenschnitzel (Nebenprodukt bei der Zuckergewinnung aus Zuckerrüben). Presskuchen (oder Ölkuchen) ist die übliche Bezeichnung für ölhaltige Pressrückstände.